# Karl Meyer (Journalist)
Karl Meyer (* 21. Juni 1904 in Magdeburg; † 1967 in Bonn) war ein deutscher Fotograf und Journalist.

## Leben
Meyer wurde als Sohn des Magdeburger Schuhmachermeisters Gustav Meyer und Frieda Meyer, geborene Lalla, geboren. Die Eltern stammten aus dem Dorf Domersleben. Nach dem Besuch des Realgymnasiums in seiner Geburtsstadt studierte er Nationalökonomie in Freiburg im Breisgau, München und Bonn. 
Von 1923 bis 1925 arbeitete er als Redaktionsvolontär bei der Magdeburgischen Zeitung. Außerdem war er als freier Mitarbeiter für weitere Tageszeitungen tätig. Im Jahr 1928 wurde er dann Bildredakteur im Magdeburger Faber-Verlag.
Karl Meyer heiratete 1928 Ilse Eger, die Tochter des Magdeburger Drogisten Hans Eger. Meyer unternahm diverse Auslandsreisen, die er auch jeweils fotografisch dokumentierte. So besuchte er Frankreich, unternahm eine Hochzeitsreise nach Norwegen und fuhr mit dem Fahrrad gemeinsam mit Fritz Weimann über Ungarn in die Türkei. 
Bekanntheit erlangte er mit einer ab dem 26. Februar 1933 annähernd täglich im Magdeburger General-Anzeiger erschienenen, von ihm gestalteten Rubrik Herr Linse berichtet. Er fuhr dafür mit einem PKW, überliefert ist dabei ein Ford Eifel, in das Magdeburger Umland und fotografierte Alltagsszenen vor allem im ländlichen Milieu, die er mit humoristischen Versen für die Leserschaft kommentierte. Der Humor, die ästhetische Qualität der Bilder und der starke regionale Bezug führte zu einem großen Erfolg der Serie in der Bevölkerung.
Nach der nationalsozialistischen Machtergreifung und Verabschiedung der Nürnberger Gesetze wurde er zum 15. Dezember 1935 entlassen, da er sich weigerte, sich von seiner jüdischen Ehefrau scheiden zu lassen. Im gleichen Jahr wurde der erste Sohn des Ehepaars, Peter, geboren. Meyer arbeitete dann als freiberuflicher Fotograf, Journalist und Schriftsteller. Unterstützung erhielt er von Fritz Sänger. Im Oktober 1938 reiste die Familie nach Schweden, um seine Schwägerin und deren Schwager zu verabschieden, die in die USA auswanderten. Im Dom zu Lund wurde dabei sein Sohn Peter getauft. Der eigentlich zuständige Magdeburger Pfarrer hatte die Taufe des Kindes aufgrund der jüdischen Abstammung der Mutter verweigert. Die Familie kehrte dann nach Deutschland zurück. 1938 fand er auch eine Anstellung bei der Frankfurter Illustrierten in Berlin. Er unternahm berufliche Reisen in im Zweiten Weltkrieg von Deutschland besetzte Gebiete, so auch nach Paris, Prag und Norwegen. Zeitweise lebte er ohne Papiere in Deutschland. 1942 wurde sein Schwiegervater Hans Eger nach Theresienstadt deportiert, wo er nach zwei Monaten umkam.
Im Frühjahr 1943 wurde er auf Betreiben der Gestapo bei der Frankfurter Illustrierten entlassen. Eine von Fritz Sänger übermittelte Warnung vor befürchteten Zwangsscheidungen führte zum Entschluss, mit der Familie unter Vorgabe einer längeren Erholungsreise nach Kärnten zu fliehen. Im Juli 1943 erfuhr er von seiner Schwester, dass die Gestapo in Magdeburg ihn vorgeladen hatte. Um einer steckbrieflichen Fahndung zu entgehen, begab sich Karl Meyer wieder nach Magdeburg. Nach einem siebenstündigen Verhör wegen vermeintlicher defätistischer und hetzerischer Äußerungen wurde er einige Tage festgehalten, dann jedoch nach einem bloßen schriftlichen Verweis entlassen. Insbesondere seiner Schwester war es gelungen, die Glaubhaftigkeit einer Denunziantin zu untergraben.
Karl Meyer kehrte zunächst nach Österreich zurück, dann floh die Familie im Frühjahr 1944 zu seinem Onkel Ernst Broß nach Domersleben. Broß betrieb in Domersleben eine Fleischerei und gehörte dem Gemeinderat an. Meyer hatte Kontakt zu einer Mitarbeiterin der Geschäftsstelle Magdeburg des Reichsverbandes der Deutschen Presse, die ihn von Überwachungen seiner Person unterrichtete, ihm Ratschläge und Einsicht in Akten gab. Im Oktober 1944 erhielt er einen Gestellungsbefehl zum Militärdienst in eine aus Strafgefangenen und Staatsfeinden rekrutierte Einheit, auf den er nicht reagierte. Er brach die Beziehungen zur Außenwelt ab und lebte versteckt in Domersleben. Obwohl viele Domersleber von der Situation wussten, blieben er und seine Familie unbehelligt. Im März 1945 wurde er ins Wehrbezirkskommando Oschersleben geladen, wo er tatsächlich am 31. März 1945 erschien und dem Feldwebel Heinz Funke erklärte, dass er ohne Papiere lebe. Funke schickte ihn nach Hause und trug ihm auf, sich wegen der Lebensmittelkarten an den Bürgermeister zu wenden.
Nach Einrücken der Truppen der westlichen Alliierten wurde er von den Besatzungsbehörden zum ehrenamtlichen Bürgermeister von Domersleben berufen. Nach Kriegsende wurde das Gebiet Teil der Sowjetischen Besatzungszone, wobei auch die sowjetischen Behörden an ihm als Bürgermeister festhielten. Er gründete unter anderem Kinder- und Jugendeinrichtungen und dokumentierte auch diese Zeit fotografisch. 
1946 legte er das Bürgermeisteramt nieder und übernahm die treuhänderische Leitung des Magdeburger Fotogeschäfts Arthur Harke, die er bis Ende 1948 ausübte. Karl Meyer, Mitglied der SPD, floh dann mit seiner Familie, zu der inzwischen vier Söhne gehörten, über Helmstedt nach Westdeutschland mit dem Ziel, in die USA zu emigrieren. Eine schnelle Übersiedelung in die USA scheiterte jedoch an dem Misstrauen US-amerikanischer Stellen gegenüber seinen politischen Aktivitäten in der sowjetischen Besatzungszone. Letztlich reisten nur seine beiden ältesten Söhne in die USA aus. Sein Sohn Michael Meyer wurde später Professor für Geschichte an der California State University.
Karl Meyer fand zwischenzeitlich eine Anstellung bei der Hannoverschen Presse, wo er insbesondere die Rubrik Alma aus Linden führte, die an seine Arbeit als Herr Linse erinnert. Eine schließlich noch eintreffende Erlaubnis zur Einreise in die USA nutzte er dann nicht mehr. 1952 ging er zum Parlamentarisch-politischen Pressedienst nach Bonn. Später wurde er Chefredakteur der Düsseldorfer Illustrierten und dann Pressechef des hessischen Ministerpräsidenten Georg-August Zinn.
1958 erlitt Karl Meyer einen ersten Schlaganfall. Im Anschluss war er noch als freier Publizist tätig, wobei er sich insbesondere mit US-amerikanischen Kriegsberichten befasste.
1966 führte ihn noch eine Auslandsreise anlässlich einer Hochzeit zu seiner Verwandtschaft in die USA. Dort lernte er Marta Feuchtwanger kennen, mit der er gemeinsame Spaziergänge unternahm. Im Jahr 1967 verstarb er in Bonn.
Vom 18. Oktober 1996 bis zum 19. Januar 1997 fand im Kulturhistorischen Museum Magdeburg eine Ausstellung mit Fotografien Meyers aus der Zeit von 1933 bis 1935 statt. Zugleich erschien ein Fotoband mit seinen Werken.